# Isoplatoides bipustulatus
Isoplatoides bipustulatus är en stekelart som beskrevs av Girault 1913. Isoplatoides bipustulatus ingår i släktet Isoplatoides och familjen puppglanssteklar. Inga underarter finns listade i Catalogue of Life.